# إيفا ريغر
إيفا ريغر (بالألمانية: Eva Rieger)‏ هي بروفيسورة ألمانية، ولدت في 21 نوفمبر 1940 في جزيرة مان في المملكة المتحدة.